# Chiriarh
Chiriarhul (ngr. kiríarhos) este episcopul titular al unei eparhii, numit și eparhiot sau episcop eparhiot, în opoziție cu episcopul vicar, care nu are un scaun al lui propriu, ci doar îl ajută pe chiriarh.
Chiriarhul este conducătorul suprem al mănăstirilor, schiturilor și metocurilor care aparțin canonic de jurisdicția sa.
Chiriarhul numește sau reconfirmă protopopul.